# Sassey
Sassey ist eine französische Gemeinde mit 198 Einwohnern (Stand 1. Januar 2022) im Département Eure in der Region Normandie (vor 2016 Haute-Normandie). Sie gehört zum Arrondissement Évreux und zum Kanton Évreux-3. Die Einwohner werden Sacéens und Sacéennes genannt.

## Geografie
Sassey liegt im Osten des Départements Eure, etwa acht Kilometer ostnordöstlich des Stadtzentrums von Évreux. Umgeben wird Sassey von den Nachbargemeinden Reuilly im Norden, Fontaine-sous-Jouy im Nordosten, Gauciel im Osten und Südosten, Huest im Süden und Westen, Gravigny im Westen sowie Normanville im Nordwesten.
Im südlichen Gemeindegebiet liegt die Luftwaffenbasis 105 (Base aeriénne 105 Évreux-Fauville).

## Bevölkerungsentwicklung
| Jahr                       | 1962 | 1968 | 1975 | 1982 | 1990 | 1999 | 2006 | 2019 |
| Einwohner                  | 57   | 49   | 56   | 139  | 191  | 178  | 166  | 192  |
| Quellen: Cassini und INSEE |      |      |      |      |      |      |      |      |